# Young Sund
Het Young Sund is een inham met achterliggend fjord in Nationaal park Noordoost-Groenland in het oosten van Groenland.

## Geografie
De Young Sund is een inham in de Gael Hamke Bugt en mondt hier vanuit het noordwesten op uit. De inham gaat vanuit zee gezien eerst tien kilometer richting het noordwesten, buigt vervolgens naar het noorden gaat ongeveer vijftien kilometer die richting op en buigt weer terug naar het noordwesten en vervolgt ongeveer tien kilometer in noordwestelijke richting. Vervolgens vervolgt het Tyrolerfjord verder richting het westen.
Ten noordoosten ligt het Wollaston Forland, ten zuidwesten het eiland Clavering Ø en ten noordwesten het A.P. Olsenland.